# Saltarello

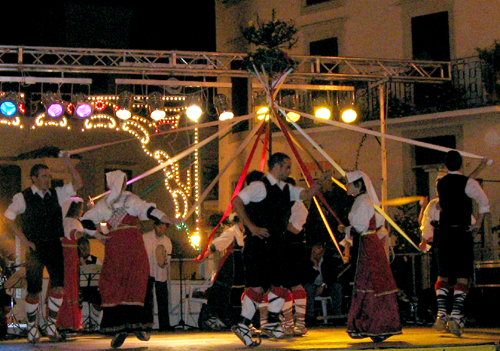
Saltarello

De saltarello was een levendige en vrolijke springdans (de naam 'Saltarello' is afgeleid van het Italiaanse 'saltare', wat 'springen' betekent) die zich bij de hofdans tijdens de 13e eeuw ontwikkelde in Napels. De dans werd erg populair aan de hoven van het Europa van de middeleeuwen en de Renaissance en werd later een favoriete traditie bij het Carnaval in Rome. 
Nadat de Duitse componist Felix Mendelssohn in 1831 getuige was geweest van een dergelijk carnaval, heeft hij de dans in de finale van een van zijn meesterwerken, de Italiaanse Symphonie, verwerkt.
In het begin sloeg de dans vooral aan, omdat deze veel uitbundiger was dan de rustige dansen die toen gebruikelijk waren in de hofcultuur, waarin dansen meer een soort van sierlijk lopen in mooie patronen was, met hier en daar een sprongetje (immers, uitbundig dansen werd beschouwd als duivels en voor heidenen).
De saltarelle werd ook als nadans gebruikt van de basse danse. In Duitsland werd deze saltarelle-nadans ook bekend als Proporz.

## Ritme
De saltarello is een opmatige dans in 3-delige maatsoort. Het ritme met de opmaat is karakteristiek, bijvoorbeeld: